# Schlundsackschnecken
Die Schlundsackschnecken (Sacoglossa, fälschlich oft auch Saccoglossa) sind eine Unterordnung der Hinterkiemerschnecken (Opisthobranchia). Die Unterordnung umfasst rund 700 Arten der im Meer lebenden Nackt- und Halbnackt- und Gehäuseschnecken. Der Name Schlundsackschnecken ist von einer sackförmigen Bildung des Schlunds abgeleitet, in dem das Vorderende der einreihigen Raspelzunge (Radula) steckt.

## Merkmale
Die Vertreter der Sacoglossa sind meist kleine Tiere. Das Gehäuse ist dünnwandig, eiförmig und/oder meist reduziert. Es gibt allerdings noch Formen, die sich vollständig in das Gehäuse zurückziehen können. Bei den meisten Arten ist es jedoch mehr oder weniger stark reduziert und die Tiere werden als „Nacktschnecken“ bezeichnet. Bei einigen Familien ist das Gehäuse von den Fußlappen (Parapodien) bedeckt. Einige Arten können diese Fußlappen auch zum Schwimmen gebrauchen. Ungewöhnlich ist das Auftreten von Gattungen mit zweiklappigen Schalen (In der Familie Juliidae) unter den Schlundsackschnecken. Diese Schneckenschalen ähneln den Schalen der Muscheln. Dabei ist die linke Schalenklappe den Schalen (Gehäusen) der übrigen Schnecken homolog, die rechte ist eine zusätzliche Bildung des Mantels. Der Kopf weist ein oder zwei Paar Tentakel auf, die z. T. reduziert sind. Vor der Radula befindet sich ein sackförmiger Blindsack des Schlundes, in dem das Vorderende der Radula steckt. Die Radula besteht aus nur einem Mittelzahn pro Reihe. Im Schlundsack sammeln sich mit der Zeit die abgenutzten Radulareihen; der Sack wird mit zunehmendem Alter daher immer größer.

## Lebensweise und Vorkommen
Die Tiere sind hauptsächlich in der Algenzone der Meeresküsten zu finden. Die Schnecken ernähren sich von Algen, deren Chloroplasten sie aufnehmen und in ihre Haut oder vergrößerte Mitteldarmdrüse einlagern können (Kleptoplastiden). Neben der kräftig grünen Farbe, die viele Arten dadurch entwickeln, weisen sie in ihrer Körperform selbst eine Ähnlichkeit mit Algen auf.
Durch die Photosynthese der aufgenommenen Chloroplasten gewinnen die Tiere zudem Nährstoffe, von denen sie einige Zeit leben können. Die Chloroplasten sterben nach einiger Zeit wieder ab und müssen durch Aufnahme neuer Algen ersetzt werden. Viele Arten nutzen Grünalgen der Gattung Caulerpa. Andere Arten ernähren sich auch von anderen Grünalgen, Braunalgen, Kieselalgen (Diatomeen), Seegras und andere.
Entsprechend ihrer Lebensweise leben die meisten Arten in flachen Küstengewässern zwischen Seegräsern und Algen. Einige wenige Arten sind auch ins Süßwasser vorgedrungen.
Bei zwei Arten wurde in Japan 2021 die Fähigkeit zur Autotomie eines besonders großen Teils des Körpers und die Fähigkeit zur Regeneration entdeckt. Der bestehen bleibende Kopf verheilt, kann kriechen und überlebt dank Photosynthese ohne Herz und Organe während deren Regeneration, die etwa zwei Wochen dauert.

## Stammesgeschichte
Trotz dieser Vielgestaltigkeit gelten die Schlundsackschnecken stammesgeschichtlich als eine monophyletische Gruppe, deren wichtigstes gemeinsames Merkmal (Synapomorphie) der Schlundsack ist.
Diese Gruppe stellt ein basales Taxon für die Kladistik der Schnecken dar.

## Systematik

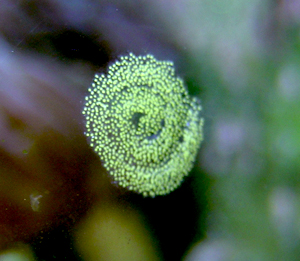
Spiralförmiges Eipaket von Oxynoe olivacea auf der Innenscheibe eines Aquariums

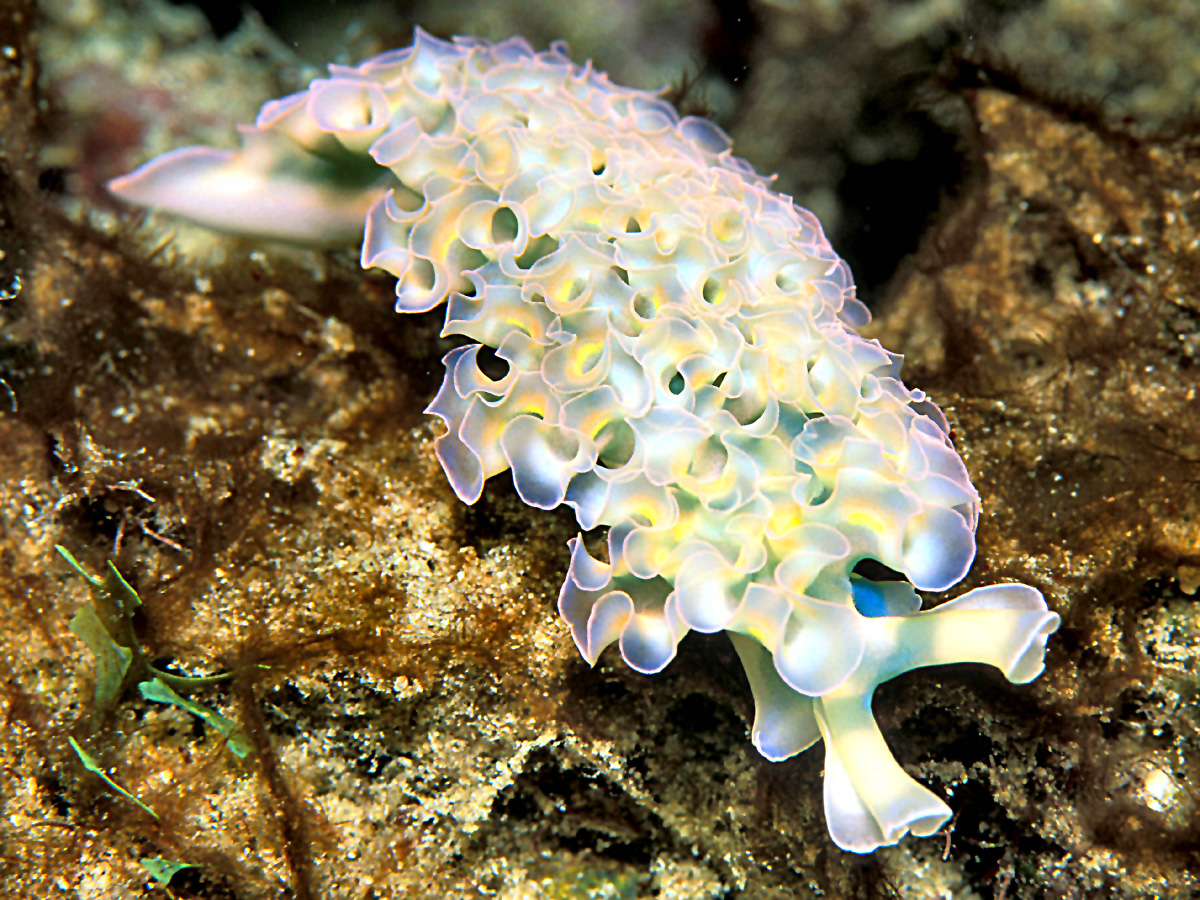
Elysia crispata aus der Karibik

Die Taxonomie der Schnecken unterliegt Revisionen und Wandel. Daher gibt es verschiedene Systematiken. Als klassisch wird meist die auf J. Thiele (1929–1935) zurückgehende betrachtet. Sie war bis in die 1990er anerkannt. Eine modernere und die letzte aufgrund rein morphologischer Ansätze aufgestellte Systematik ist die von Ponder & Lindberg (1997).
Die aktuelle Systematik ist phylogenetisch orientiert und geht zurück auf Bouchet & Rocroi (2005).

### Systematik nach Bouchet & Rocroi (2005)
- Klasse Gastropoda
  - Clade Heterobranchia     J.E. Gray,               1840
    - informelle Gruppe Opisthobranchia    A. Milne-Edwards,        1848
      - Clade Sacoglossa       H. von Ihring            1876
        - Überfamilie Oxynooidea         H. Adams & A. Adams,     1854
          - Familie Oxynoidae          H. Adams & A. Adams,     1854
          - Familie Volvatellidae      H.A. Pilsbry,            1893
          - Familie Juliidae           E.A. Smith,              1885

        - Subclade Placobranchacea
          - Überfamilie Placobranchoidea   J.E. Gray,               1840
            - Familie Placobranchidae    Rang,                    1829
            - Familie Bosellidae         Ev. Marcus,              1982
            - Familie Platyhedylidae     L. Salvini-Plawen,       1973

          - Überfamilie Limapontioidea     J.E. Gray,               1847
            - Familie Caliphyllidae      J. Thiele,               1912
            - Familie Limapontiidae      J.E. Gray,               1847
            - Familie Hermaeidae         H. Adams & A. Adams,     1854

Als Synonyme werden die Familie Placobranchidae nach Rang (1829) und die Familie Elysiidae nach Forbes & Hanley (1851) betrachtet.